# NGC 6435
NGC 6435 (другие обозначения — UGC 10947, MCG 10-25-80, ZWG 300.58, PGC 60667) — галактика в созвездии Дракон.
Этот объект входит в число перечисленных в оригинальной редакции «Нового общего каталога».